# Skociîșce, Brusîliv
Skociîșce (în ucraineană Скочище) este o comună în raionul Brusîliv, regiunea Jîtomîr, Ucraina, formată numai din satul de reședință.

## Demografie
Componența lingvistică a satului Skociîșce
     Ucraineană (99,4%)
     Alte limbi (0,6%)
Conform recensământului din 2001, majoritatea populației satului Skociîșce era vorbitoare de ucraineană (99,4%), existând în minoritate și vorbitori de alte limbi.